# Yohan Zaradzki
Yohan Zaradzki (* 21. September 1994) ist ein belgischer Leichtathlet, der sich auf den Langstreckenlauf spezialisiert hat.

## Sportliche Laufbahn
Erste internationale Erfahrungen sammelte Yohan Zaradzki bei den Straßenlauf-Europameisterschaften 2025 in Brüssel und Löwen, bei denen er im Marathonlauf nach 2:14:53 h auf den 14. Platz gelangte und in der Teamwertung die Silbermedaille hinter dem israelischen Team gewann.

## Persönliche Bestleistungen
- 10-km-Straßenlauf: 29:46 min, 16. Februar 2025 in Castelló de la Plana
- Halbmarathon: 1:05:18 h, 26. Januar 2025 in Marrakesch
- Marathon: 2:14:42 h, 1. Dezember 2024 in Valencia